# Gyula Lázár
Gyula Lázár (né le 24 janvier 1911 à Füzesgyarmat en Autriche-Hongrie et mort le 27 février 1983 à Budapest en Hongrie) était un joueur de football international et un entraîneur hongrois, qui jouait milieu de terrain.

## Biographie
Il joue un total de 49 matchs avec l'équipe de Hongrie entre 1931 et 1941, et est dans l'équipe de Hongrie lors des deux coupes du monde de 1934 et de 1938. Il joue un seul match lors du mondial 1934, mais est dans tous les matchs de la compétition en 1938, dont la finale contre l'Italie.
À l'époque de ces deux coupes du monde, il évolue dans le club du Ferencváros TC.
Après sa retraite de joueur, il devient entraîneur et prend tout d'abord les rênes de l'équipe d'Égypte de football entre 1958 et 1959. Puis, de 1967 à 1968, il part en Grèce pour entraîner le club du Panathinaïkos.